# سوفلاكي
السوفلاكي هو طعام يوناني سريع شهير يتكون من قطع صغيرة من اللحم وأحيانًا الخضار المشوية على سيخ، عادة ما تؤكل مباشرة من السيخ وهي لا تزال ساخنة ويمكن تقديمه مع الخبز العربي ملفوفا أو بداخله، أو مع الليمون والصلصات والخضروات مثل شرائح الطماطم والبصل والبطاطس المقلية كطبق جانبي. اللحوم المستخدمة عادة في اليونان وقبرص هي لحم الخنزير ويمكن أيضًا استخدام الدجاج ولحم البقر ولحم الضأن هناك وفي أماكن أخرى.

## أصل الكلمة
كلمة سوفلاكي هي اختزال للغة اليونانية في العصور الوسطى سوفلا (تعني «سيخ») ومستعارة من اللاتينية سوبولا (subula)، «سوفلاكي» هو المصطلح الشائع في مقدونيا ومناطق أخرى من شمال اليونان، بينما في جنوب اليونان وحول أثينا يُعرف كالاماكي تعني «القصبة الصغيرة».[بحاجة لمصدر]

## تاريخ
في الثقافة اليونانية، تعود ممارسة طهي الطعام على البصاق أو الأشياش تاريخياً إلى العصر البرونزي. الحفريات في سانتوريني، اليونان، اكتُشفت مجموعات من دعامات الطهي الحجرية التي استخدمها السكان الأصليون للجزيرة قبل ثوران البركان في القرن السابع عشر قبل الميلاد؛ سوفلاكي كان «طعامًا شهيًا شائعًا في سانتوريني في عام 2000 قبل الميلاد.» في دعامات الطهي الحجرية، توجد أزواج من المسافات البادئة التي يُرجح استخدامها لحمل الأسياخ، كما أن خط الثقوب في القاعدة يسمح بتزويد الفحم بالهواء.
في اليونان الميسينية، تم اكتشاف «صواني سوفلاكي» في غلا، ميسينا، و بيلوس كانت «صواني سوفلاكي» (أو المشاوي المحمولة) التي استخدمها اليونانيون الميسينيون عبارة عن أحواض خزفية مستطيلة الشكل توضع تحت أسياخ اللحم، ليس من الواضح ما إذا كانت هذه الصواني ستوضع مباشرة فوق النار أو ما إذا كانت المقالي ستحتوي على الفحم الساخن مثل حفرة الشواء المحمولة. يبدو أن دعامات البصاق «استمرت في الاستخدام حتى العصر الحديدي المبكر في نيكوريا.» هذا مذكور أيضًا في أعمال أريستوفانيس وكسينوفون وأرسطو وآخرين. في اليونان القديمة، كان يُعرف البصاق الصغير أو السيخ باسم (مسلّة)، ويذكر أريستوفانيس أن هذه الأسياخ تستخدم لتحميص فطائر القلاع.
في الإمبراطورية البيزنطية، يذكر المؤلف اليوناني للقصائد البادرية (4.231) «محلات اللحوم الساخنة» في قسطنطينية التي تزود العملاء بشرائح لحم مشوية شبيهة بالسوفلاكي المعروفة باسم psenasis souglitarea.
وصف جوستاف فلوبير، الرحالة الفرنسي، سوفلاكي الحديثة، الذي لاحظ اليونانيين «يشوون قطع اللحم على عصا من الخيزران» أثناء زيارته لريف بويوت في جنوب وسط اليونان في عام 1850.ومع ذلك، لم يتم توزيع سوفلاكي الحديثة على نطاق واسع في اليونان إلا بعد الحرب العالمية الثانية. تم تقديم أسياخ سوفلاكي كوجبات سريعة وبدأ بيعها على نطاق واسع في الستينيات، بعد أن قدمها بائعون من بيوتيا. كان أول استخدام معروف لكلمة سوفلاكي في اللغة الإنجليزية عام 1942.